# Células HEp-2

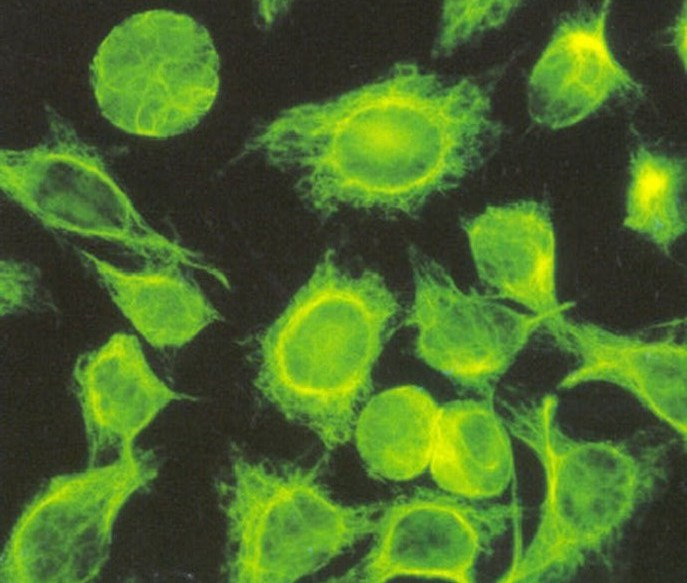
Células HEp-2 expuestas a autoanticuerpos humanos dirigidos contra los filamentos de actina y marcadas con un anticuerpo murino anti IgG humana conjugado con isotiocianato de fluoresceína.

Las células HEp-2  son un tipo particular de células de cultivo neoplásicas inmortalizadas que se utilizan en investigación científica y como sustrato en varios tests comerciales para anticuerpos antinucleares. El nombre es un acrónimo acuñado por el grupo de investigación original (Toolan et al.) que proviene de Human Epidermoid carcinoma strain #2, actualmente se utiliza también según la connotación Human Epithelioma.

## Origen de la línea celular

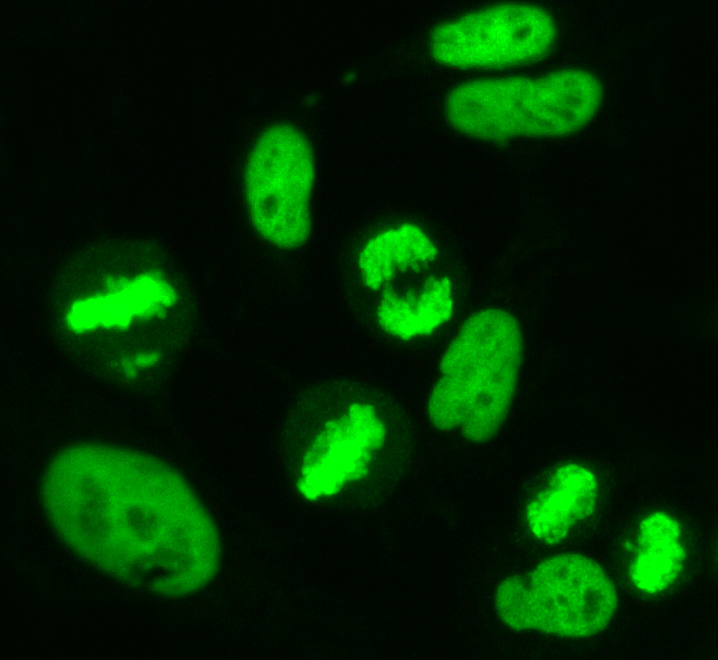
Inmunofluorescencia indirecta sobre células HEp-2. Los anticuerpos fluorescentes revelan los anticuerpos antinucleares de un paciente con LES.

Hasta hace relativamente poco tiempo se creía que células originales provenían de un tumor metastásico nodular de laringe; extirpado en el año 1952 de un paciente masculino de 57 años de edad que padecía cáncer de garganta. Las células quirúrgicamente removidas fueron posteriormente implantadas en ratas inmunosuprimidas por irradiación con rayos X y cortisona, para finalmente ser establecidas en cultivo celular.
Sin embargo investigaciones más recientes, demuestran que en realidad las células HEp2 contienen marcadores cromosómicos de HeLa, y que por lo tanto son una cepa derivada de esta línea celular, surgida posiblemente como producto de una contaminación cruzada durante las primeras etapas del cultivo. Dentro de estos estudios se ha establecido sobre la base de análisis de isoenzimas, marcadores cromosómicos HeLa, y huellas dactilares del ADN que pertenecen al linaje HeLa. Las células son positivas para queratina por la técnica de la inmunoperoxidasa, demostrando que se trata de un carcinoma epidermoide. Y se ha demostrado por medio de PCR que presentan secuencias de ADN pertenecientes al HPV, el virus responsable de la transformación maligna de las células HeLa originales.

## Uso en diagnósticos inmunológicos

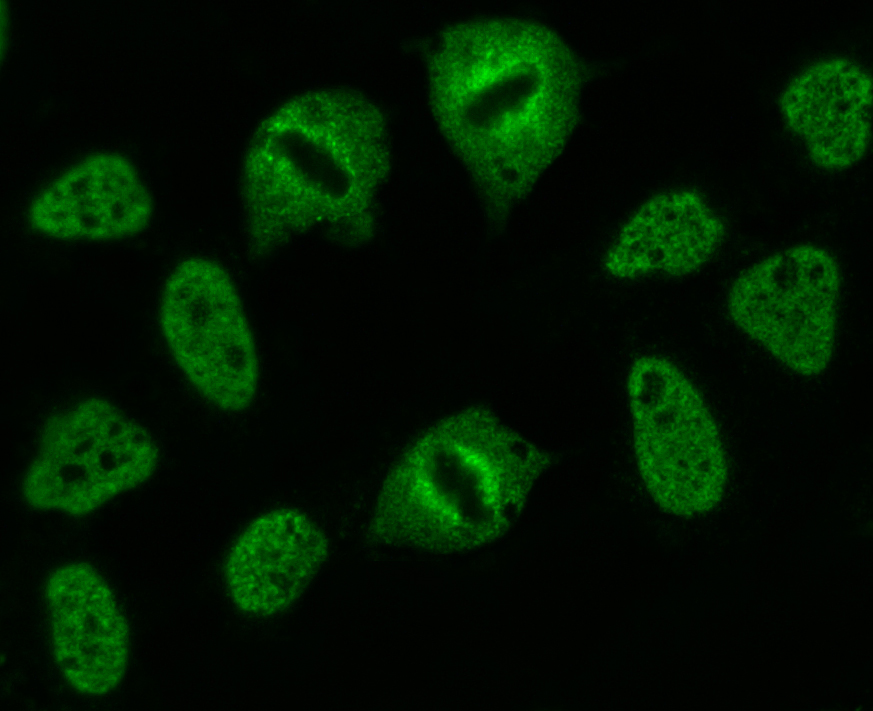
Patrón de fluorescencia moteado

Hasta el día de hoy, la detección de autoanticuerpos por medio de células HEp2 sigue manteniendo un rol central. En casos en que se sospecha una enfermedad autoinmune, el ensayo sobre células HEp2 es el método de cribado recomendado, el cual además tiene una excelente relación beneficio/costo y permite un diagnóstico diferencial de alta calidad entre varias enfermedades autoinmunes. Cualquier resultado positivo, es seguido por lo general de una batería de determinaciones en etapas, las cuales, dependiendo de la reactividad que presenten los anticuerpos frente a HEp2, pueden incluir otras pruebas inmunológicas tales como ELISA para anticuerpos individuales, o pruebas de inmunoblot.
Los cultivos celulares, o los cortes histológicos de tejidos presentan a los antígenos relevantes en su ambiente natural, además de que permiten la determinación de múltiples anticuerpos simultáneamente con una alta sensibilidad. La detección de autoanticuerpos por medio de células HEp2 provee mucha más información que una simple señal, positiva o negativa. Muchos anticuerpos presentan patrones de fluorescencia característicos, (homogéneo, granular, nucleolar, punteado, citoplasmático) que permiten la diferenciación en varios grupos de autoanticuerpos. En especial para la determinación de anticuerpos antinucleares (ANA), las células HEp2 de cultivo proveen una mayor sensibilidad que los cortes histológicos de tejidos de mamíferos. Los diferentes patrones de fluorescencia son fácilmente discernibles en la monocapa de células HEp2, mientras que son difíciles de apreciar en los cortes de tejido de hígado y riñón de rata.

### Ventajas y desventajas

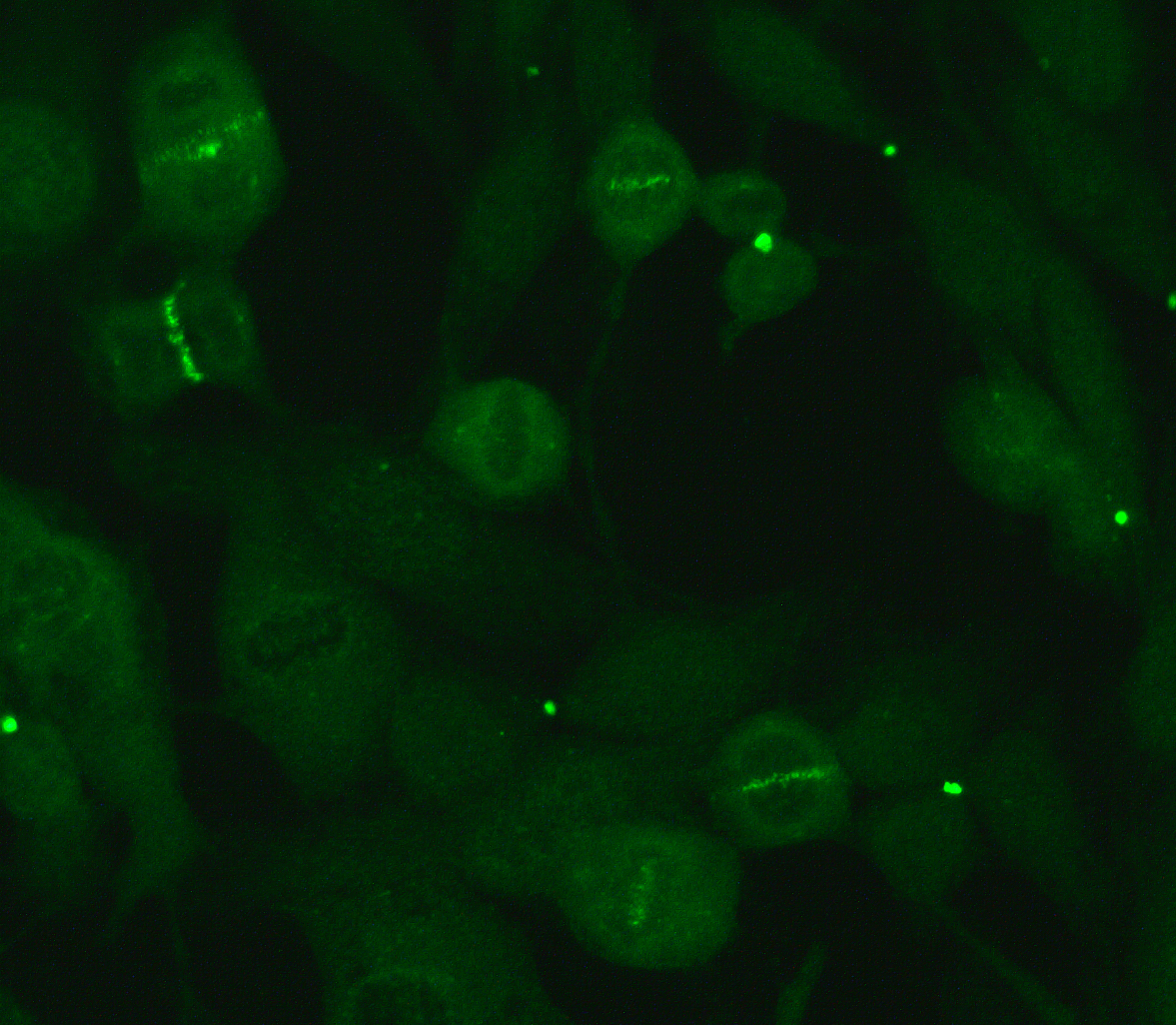
Patrón de fluorescencia sobre el huso mitótico.

Debido al gran número de antígenos presentados por un sustrato de células HEp2, la determinación resulta altamente sensible, pero por la misma razón, la especificidad es limitada. Los test AAN en células HEp2 son frecuentemente positivos en pacientes que no padecen una enfermedad autoinmune. Se han encontrado títulos de AANs elevados en aproximadamente el 13% de individuos sanos. En estos individuos, los títulos tienden a ser bajos (<1:80 en el 87% del grupo control). En contraste la mayor parte de los que padecen una enfermedad autoinmune exhiben títulos de ANAs elevados (≥ 1:80). En su mayor parte los individuos no autoinmunes presentan una patrón de fluorescencia moteado fino sin tinción de los cromosomas. Los patrones específicos (homogéneo, centrómero, células en división) sólo aparecieron en el 4% de los individuos sanos.
Los ensayos de inmunofluorescencia permiten un diagnóstico de alta calidad y buena relación beneficio/costo en enfermedades autoinmunes. Sin embargo, este método carece de posibilidades de estandarización y resulta altamente dependiente de la cualificación del observador. Por lo que los hallazgos positivos deben ser subsecuentemente evaluados por otros test inmunológicos, tales como ELISA o inmunoblot, en un enfoque diagnóstico por etapas.
Los ensayos de cribado para AAN por IFI son laboriosos, lentos y subjetivos. Se han hecho muchos intentos para encontrar una solución sustentable, se han hecho estudios que indican que un ELISA para la detección de ANAs clínicamente significativos puede ser una alternativa al IFI, sin embargo todavía hay algunos anticuerpos que solo pueden ser detectados por IFI.
El reemplazo de los métodos de inmunofluorescencia estándar por otros métodos aún continúa en investigación, sin embargo la frecuencia de ANAs detectados por estos métodos continúa siendo menor a los que se consiguen por IFI, en especial en pacientes de ascendencia europea con LES. La detección de ANAs por IFI en sustratos de células HEp2 es superior a los ensayos automatizados y continúa siendo la técnica estándar para la detección de ANA.

### Sustrato ideal

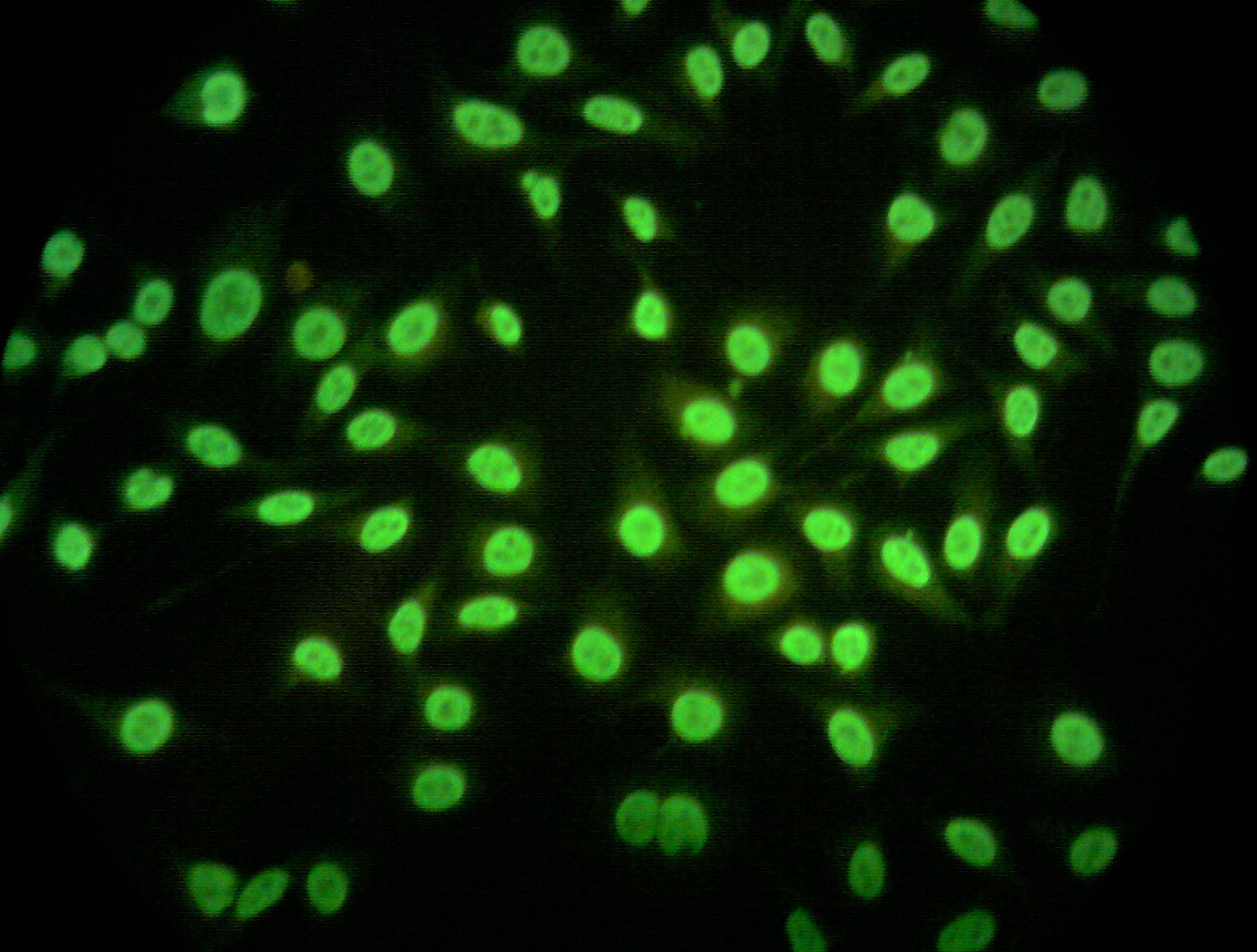

Un sustrato ideal de células HEp2 debe cumplir ciertos estándares:
- Los núcleos celulares deberían ser grandes y de tamaño y forma regulares.
- La distribución de células no debería ser ni demasiado densa, ni demasiado dispersa, el número óptimo debería estar entre 70 y 100 células por campo a un aumento de 400, menos de 50 o más de 110 no es adecuado.
- Es necesario que tengan citoplasmas amplios, donde puedan distinguirse claramente diferentes patrones citoplasmáticos y donde el núcleo se encuentre claramente delimitado.
- Debe poseer un número considerable de células en diferentes fases del ciclo celular.
- Debe permitir ver un número limitado de cromosomas (<10) con claridad. De dos a seis cromosomas en los cuales de uno a tres se encuentren en metafasse es lo óptimo.
- Debe tener una fluorescencia de fondo mínima.

## Etimología
El nombre de estas células deriva del comportamiento que presentan en cultivo, similar a un carcinoma epidermoide, y al número de cepa, en este caso la #2, al que pertenecían en el estudio de Toolan en el cual supuestamente se estableció esta línea celular.

## Ligazóns externas
- Entrada de Cellosaurus para HEp-2

- Datos: Q16554737
- Multimedia: HEp-2 cells / Q16554737